# تشكيل القوات البحرية في معركة أوكيناوا

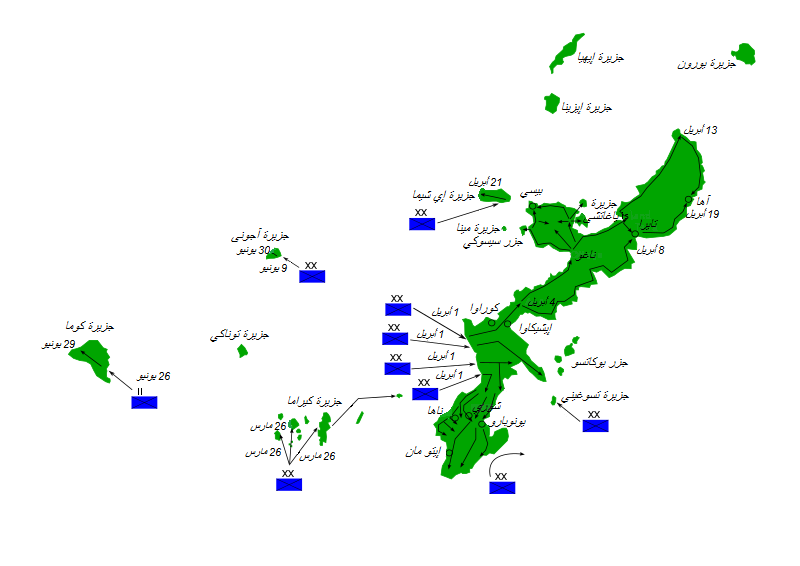
أماكن الإنزال على أوكيناوا والجزر المحيطة

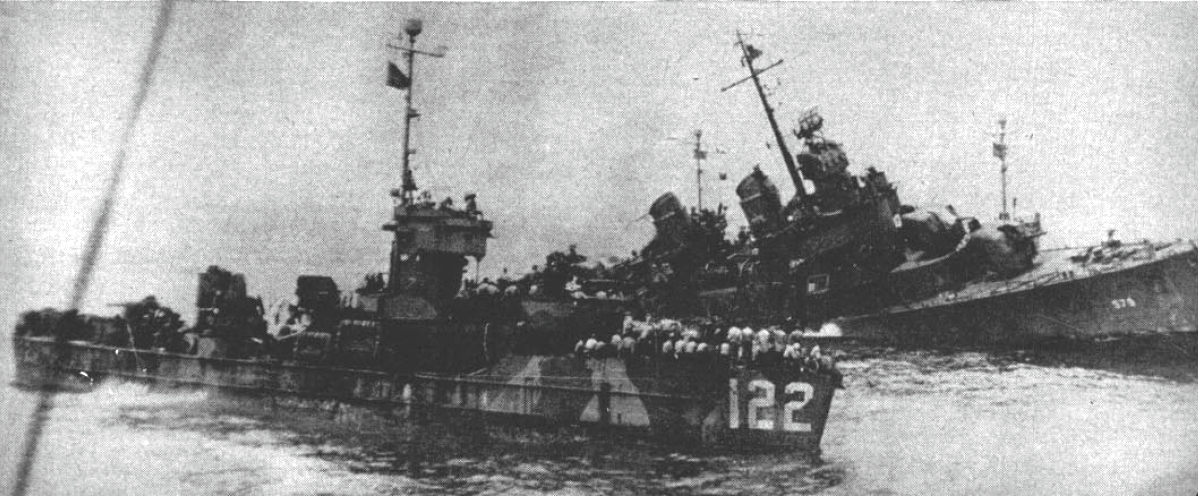
غرق المدمرة ويليام دي. بورتر بعد هجوم الكاميكازي عليها قبالة أوكيناوا، 10 يونيو 1945. بجوارها مركبة مساندة إنزال، تقف لانتشال الناجين

حشد الحلفاء أقوى قوة بحرية في التاريخ لغزو أوكيناوا في أبريل 1945. لم يجد الحلفاء مقاومة فعلية من جانب سفن السطح اليابانية، نظراً لأن السفن الرئيسية القليلة المتبقية من الأسطول الإمبراطوري الياباني المشترك كانت قد غرقت أو خرجت من الخدمة في معركة خليج ليتي؛ حتى عندما حاولت البارجة ياماتو وعدد قليل من السفن المرافقة تنفيذ إحدى المهام، لم تصل قوة المهمة إلى أبعد من 200 ميل بحري (370 كم؛ 230 ميل) من منطقة الغزو حيث دمرتها القوات الجوية الأمريكية.
أما المقاومة البحرية اليابانية الرئيسية داخل منطقة الغزو فقد جاءت على شكل مئات من الزوارق البخارية الانتحارية من طراز شينيو التابعة للبحرية الإمبراطورية اليابانية والزوارق الهجومية التابعة للجيش الإمبراطوري الياباني فئة مارو-ني.
كما دُمر سلاح الجو الياباني على غرار البحرية اليابانية، في تلك المرحلة من الحرب، مما أدى إلى نقص الطيارين المدربين وذوي الخبرة، مما حدا إلى تعبئة الكاميكازي على نطاق واسع فوق المياه قبالة أوكيناوا.
 السفن الحربية التابعة للبحرية الأمريكية:
11 حاملة أسطول، 6 حاملات خفيفة، 22 حاملة مرافقة، 8 بارجات سريعة، 10 بارجات قديمة، طرادان كبيران، 12 طراد ثقيل، 13 طراد خفيف، 4 طرادات خفيفة مضادة للطائرات، 132 مدمرة، 45 مدمرة مرافقة
 السفن الهجومية البرمائية:
84 ناقلة هجومية، 29 سفينة شحن هجومية، مركبات إنزال للمشاة، سفن إنزال متوسطة، سفن إنزال دبابات، سفن مركبات الإنزال، إلخ.
 سفن المساندة:
52 مطاردة غواصات، 23 كاسحة ألغام سريعة، 69 كاسحة ألغام، 11 سفينة زراعة ألغام صغيرة، 49 ناقلة نفط، إلخ.
 السفن الحربية التابعة للبحرية الملكية:
5 حاملات أسطول، 2 بارجة، 7 طرادات خفيفة، 14 مدمرة
الخسائر

كانت السفن الصغيرة أقل قدرة على تحمل الضرر الناتج عن هجمات الكاميكازي.
- 12 نتيجة هجمات الكاميكازي: تويغز، مانرت إل. أبيل، كالاغان، ويليام دي. بورتر، برينغل، بوش، ديكرسون، إيمونز، سوالو، كندا فيكتوري، لوغان فيكتوري، هوبز فيكتوري
- 2 نتيجة الألغام: هاليغان، سكاي لارك
- 1 نتيجة التصادم: ثورنتون

## هيكل قيادة الحلفاء

### القوات البحرية
مارس الأدميرال شيستر نيمتز من مقره في بيرل هاربر، هاواي، دور كلاً من القائد العام لمناطق المحيط الهادئ (CINCPOA) والقائد العام لأسطول المحيط الهادئ الأمريكي (CINCPAC).
منذ أن كان «الأسطول الأزرق الكبير» آنذاك تحت قيادة الأدميرال ريموند سبروينس على متن يو إس إس إنديانابوليس، فقد عُينّت القوة باسم الأسطول الخامس. (كان اسمه الأسطول الثالث حتى خلف سبروينس الأدميرال ويليام هالسي في القيادة في يناير، كجزء من نظام «تناوب القيادة»).
كانت سفن وقوات عملية جبل الجليد تحت القيادة الميدانية المباشرة للأدميرال ريتشموند كيلي تورنر على متن سفينة القيادة البرمائية إلدورادو.

### القوات البرية
كان الفريق سيمون بوليفار باكنر، الابن وهو ابن لأحد جنرالات الجيش الكونفدرالي، واحداً من ضمن أربع جنرالات أمريكيين قتلوا خلال الحرب العالمية الثانية، لكنه كان الوحيد الذي قتل بنيران العدو. في 18 يونيو، كان باكنر يزور نقطة مراقبة متقدمة عندما أصابت قذيفة للمدفعية اليابانية نتوءاً مرجانياً، مما أدى لإصابة باكنر بشظايا في صدره. واستلم قيادة الجيش العاشر لواء مشاة البحرية روي إس. جيجير.

الجيش العاشر الأمريكي (الفريق سيمون بوليفار باكنر الابن (ق ف م))
الفيلق البرمائي الثالث (اللواء روي إس. جيجير)
الشواطئ اليسرى: فرقة مشاة البحرية السادسة (اللواء لمويل س. شيبرد جونيور)
الشواطئ اليمنى: فرقة مشاة البحرية الأولى (اللواء بيدرو ديل فالي)
فيلق الجيش الرابع والعشرون (اللواء جون ر. هودج)
الشواطئ اليسرى: فرقة المشاة السابعة («الحربة») (اللواء أ. ف. أرنولد)
الشواطئ اليمنى: فرقة المشاة 96 («الهداف») (اللواء جيه. إل. برادلي)
هبطت بعد يوم 8: فرقة المشاة السابعة والعشرون («نيويورك») (اللواء جي. دبليو. غراينر، الابن.)

## القوات البرمائية المتحالفة

### قوة الحملة المشتركة (قوة المهام 51)

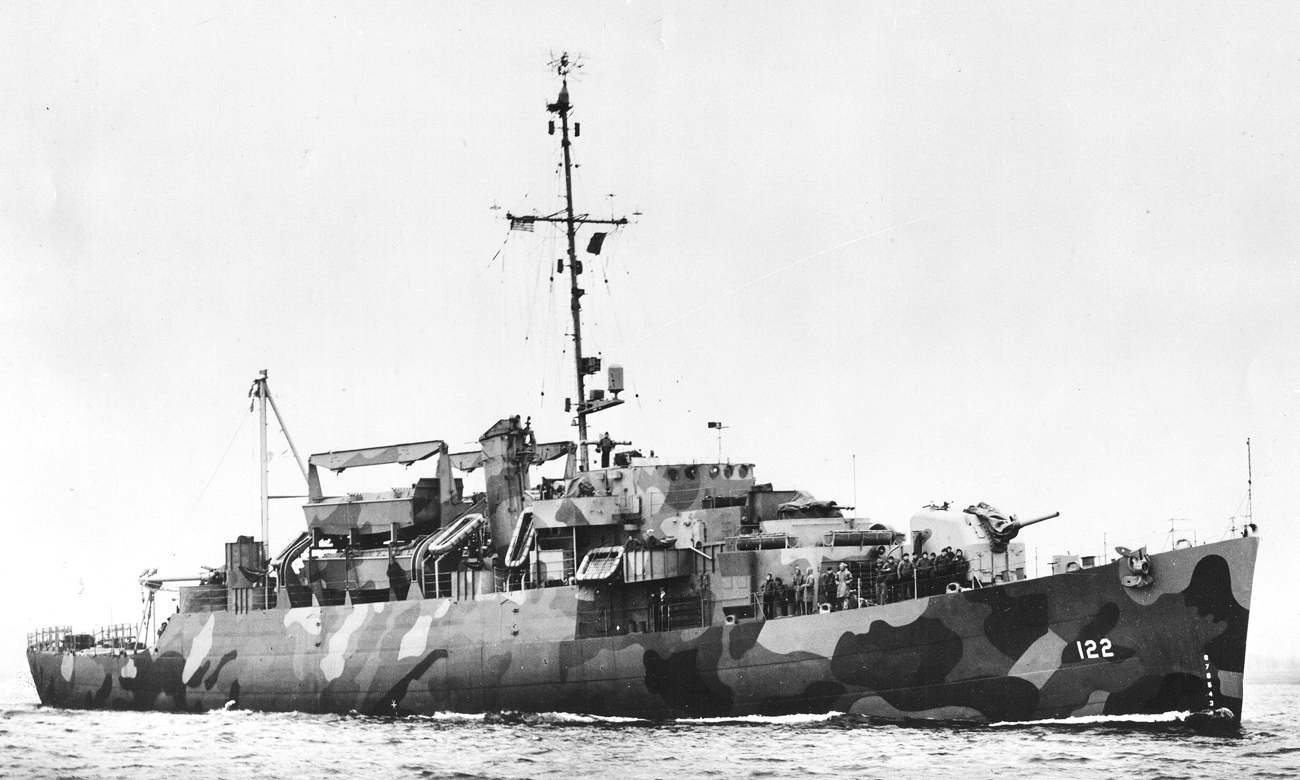
المدمرة الناقلة سكريبنر

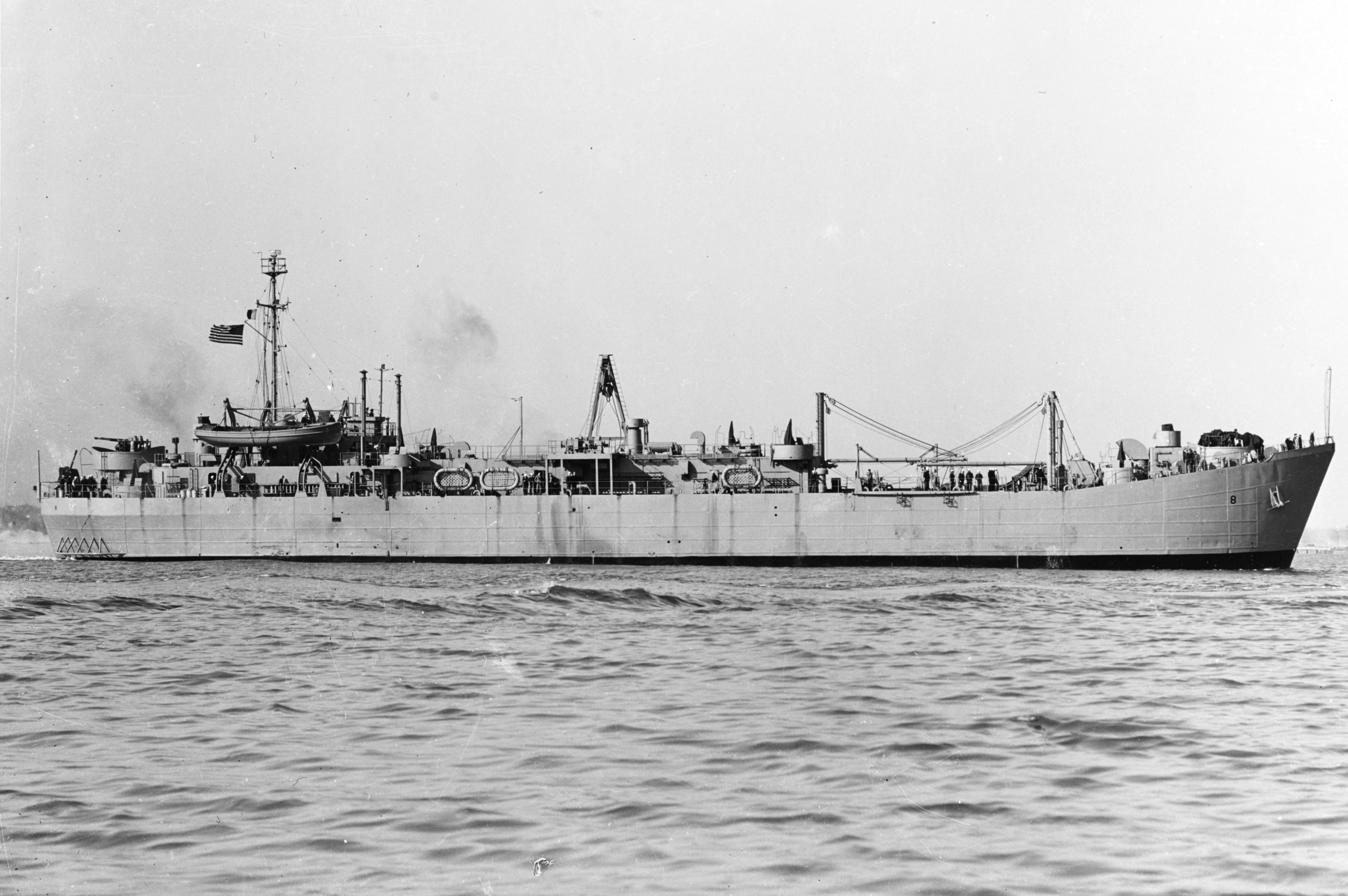
مركبة الإنزال لصيانة السفن إيغريا

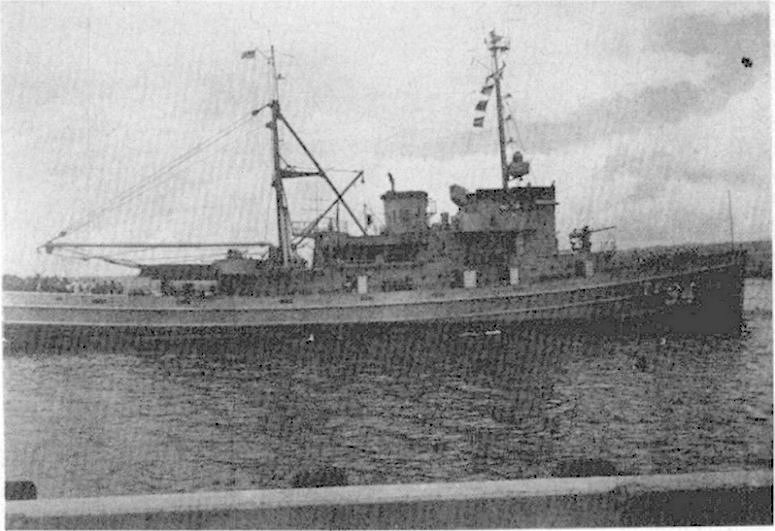
زورق القطر يوما

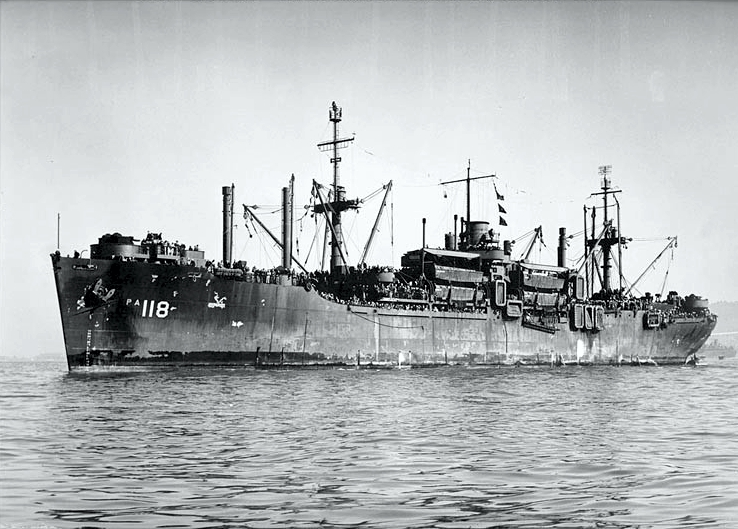
الناقلة الهجومية هندري

بقيادة نائب الأدميرال ريتشموند كيلي ترنر في سفينة القيادة البرمائية إلدورادو
مجموعة الهجومية للجزر الغربية (مجموعة المهام 51.1)
بقيادة الأدميرال آي. إن. كيلاند في سفينة القيادة البرمائية مونت ماكينلي
الفرقة المغادرة 77 مشاة فرقة ("تمثال الحرية")
مع فريق إنزال من كتيبة مشاة البحرية (بقيادة اللواء أندرو د. بروس، القوات البرية الأمريكية)
مجموعة النقل «فوكس»
بقيادة كومودور تي. بي. بريتين
شعبة النقل 49
4 ناقلة هجومية: شيلتون، لاغرانج، تازيويل، سانت ماري
2 سفينة شحن هجومية: أوبيرون، تورانس
شعبة النقل 50
4 ناقلة هجومية: هنريكو، پيت، ناترونا، درو
1 سفينة شحن هجومية: تيت
1 ناقلة إخلاء: ريكسي
شعبة النقل 51
5 ناقلة هجومية: غودهيو، إيستلاند، تلفير، مونتريل، مونتروز
سفينة شحن هجوميتان: واياندوت، سفك
شعبة الاستطلاع
2 مدمرة نقل: سكريبنر، كينزر
قافلة دبابات الجزر الغربية: 18 سفينة إنزال دبابات
قافلة دبابات الجزر الغربية الاحتياطية: 10 سفن إنزال دبابات
مجموعة سفن الإنزال المتوسطة للجزر الغربية: 11 سفينة إنزال متوسطة
وحدة مراقبة الجزر الغربية: 7 سفن مطاردة غواصات: (3 بهيكل فولاذي، 4 بهيكل خشبي)
أسطول مركبات دعم الجزر الغربية
فرق المساندة بمدافع الهاون 6، 7، 8
الفرقة الثالثة من سفن الإنزال المتوسطة (روكيت) والتدابير المضادة للرادار (RCM)
فرق الزوارق الحربية المساندة 1، 3، 4، 5
مجموعة سفن الإنزال المتوسطة فئة إل إس إم (آر)
مجموعة المسح الهيدروغرافي للجزر الغربية: 4 سفن مطاردة غواصات (بهيكل فولاذي)
وحدة الجزر الغربية للصيانة والإنقاذ
1 سفينة إنقاذ: كلامب
1 مركبة إنزال لصيانة السفن: إيغريا
2 قاطرة أسطول: يوما، تكستا
2 مركبة إنزال مشاة
1 مركبة إنزال دبابات
ستار الحماية
بقيادة النقيب فريدريك موسبرغر في سفينة القيادة البرمائية بيسكاين
8 مدمرات
8 فئة فليتشر (البطارية الرئيسية 5 × 5 بوصة): بيكينغ، سبروستون، ويكس، ويليام د. بورتر، إيشروود، كيمبرلي، لوس، تشارلز جيه. بادجر
6 مدمرة مرافقة
3 فئة جون سي. بتلر (2 × 5 بوصة البطارية الرئيسية): ريتشارد دبليو. سويسينز، أبركرومبي، أوبرندر
3 فئة كانون (البطارية الرئيسية 3 × 3 بوصة): ريدل، سويرر، ستيرن
3 عمليات نقل مدمرة: همفريز، هربرت، ديكرسون
مجموعة المظاهرة البحرية «تشارلي» (مجموعة المهام 51.2)
بقيادة الأدميرال جيرولد رايت
قوة مظاهرة الإنزال المغادرة (فرقة مشاة البحرية الثانية)، بقيادة اللواء توماس إي. واتسون، مشاة البحرية الأمريكية
سرب النقل 15
5 ناقلة هجومية: بايفيلد، ميليت، هندري، سيبلي، بيرين
3 سفينة شحن هجومية: شوشون، ثينيم، ساوثامبتون
1 ناقلة الإخلاء: بينكني

### قوة الهجوم الشمالية (قوة المهام 53)
بقيادة اللواء البحري لورانس إف. ريفنسيدر في سفينة القيادة البرمائية بانامينت
 الفيلق البرمائي الثالث المعبأ (بقيادة اللواء روي إس. جيجير، مشاة البحرية الأمريكية)
مجموعة النقل «قادر» (فريق المهام 53.1)
بقيادة كومودور إتش. بي. نوليز
 فرقة مشاة البحرية السادسة المعبأة (بقيادة اللواء لمويل س. شيبرد جونيور، مشاة البحرية الأمريكية)

## القوات اليابانية

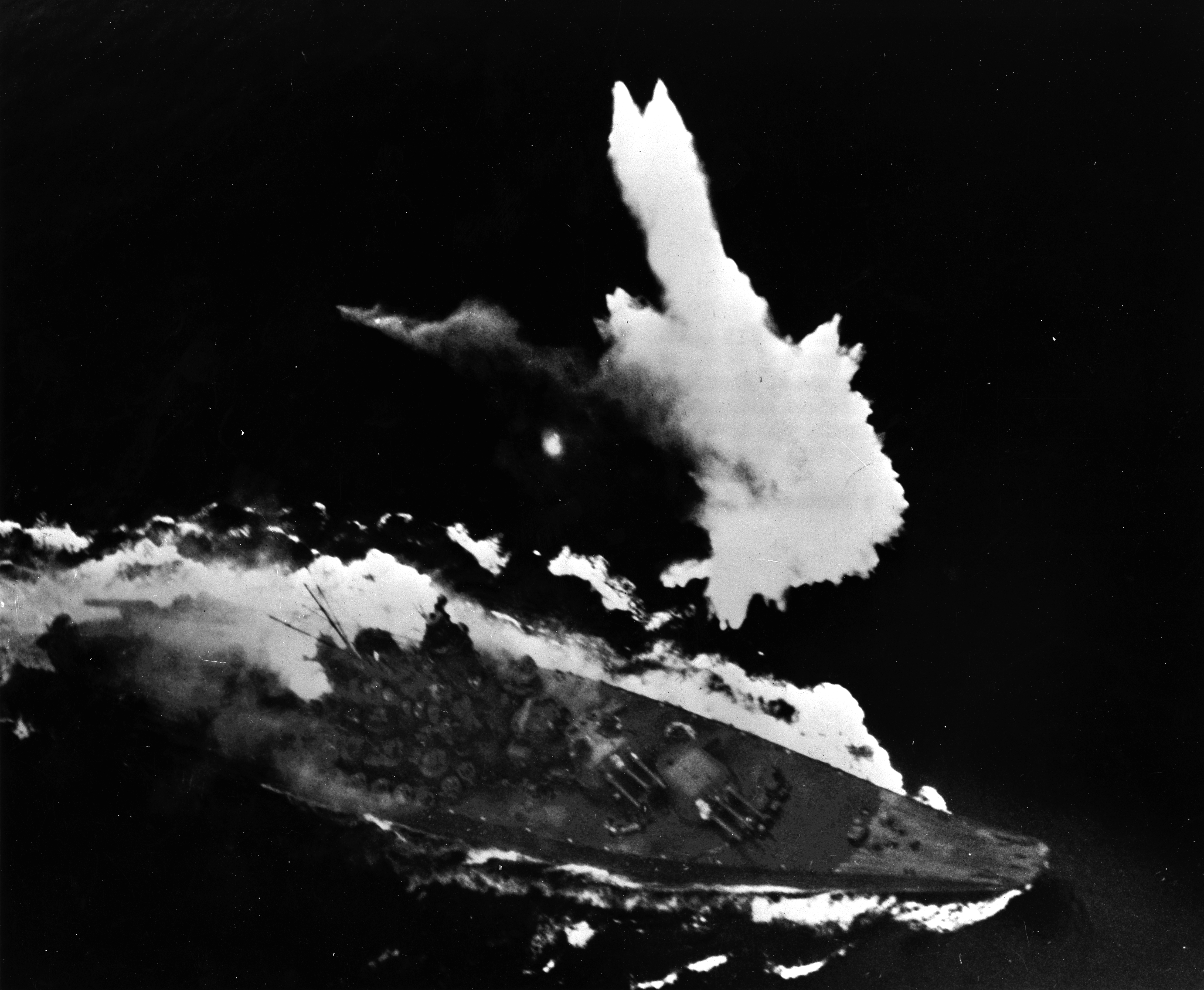
البارجة اليابانية ياماتو أثناء تعرضها لقصف جوي، أبريل 1945

## القوات اليابانية[1]
بقيادة اللواء البحري تويودا سويمو.

### قوة الهجوم الخاصة السطحية
بقيادة اللواء البحري سيتشي ايتو (قُتل في المعركة).
1 بارجة خارقة: ياماتو
بقيادة اللواء البحري كوساكو أروجا (قُتل في المعركة).
سرب المُدمرات الثاني (اللواء البحري كيزو كومورا).
- :: 1 طراد خفيف: ياهاجي (بقيادة القبطان تاميتشي هارا).[د]

فرقة المُدمرات 41 (القبطان إم. يوشيدا): فويوتسوكي، سوزوتسوكي.
فرقة المُدمرات 17 (النقيب كيه. شينتاني- قُتل في المعركة): إيسوكازي، هاماكازي ويوكيكازي.
فرقة المُدمرات 21 (النقيب إيتش. كوتاكي- قُتل في المعركة): أساشيمو، كاسومي وهاتسوشيمو.

## المنشورات
- Morison، Samuel Eliot (1960). Victory in the Pacific, 1945. History of United States Naval Operations in World War II. Boston: Little, Brown and Co. ج. XIV. ISBN:0-7858-1315-2.
- Silverstone، Paul H. (1970). U.S. Warships of World War II. Garden City, NY: Doubleday and Co. ISBN:0-8702-1773-9.
- Stille، Mark (2016). US Navy Light Cruisers, 1941–45. Oxford: Osprey Publishing, Ltd. ISBN:978-1-4728-1140-0.